# Chlordécone
Le  chlordécone (commercialisé sous les noms de Kepone aux États-Unis, Merex dans les pays anglophones, ou Képone et Curlone en France) est un insecticide organochloré toxique, écotoxique et persistant. La chlordécone, de formule brute C10Cl10O, est la molécule qui entre dans la constitution de ce pesticide.

## Présentation et utilisation
Le chlordécone est connu pour avoir été utilisé comme substitut au lindane contre le charançon du bananier (Cosmopolites sordidus) dans le monde atlantique francophone (de 1972 à 1993 dans les Antilles françaises) et contre d'autres insectes attaquant les bananiers malgré son interdiction en France depuis 1990.
Il a aussi été utilisé pour de nombreuses autres cultures à des concentrations de matière active variant entre 5 et 90 %, en particulier sur le tabac, les arbustes ornementaux, les cultures d'agrumes, et dans les pièges à fourmis et à cafards (blattes) (c'était notamment la matière active de l'insecticide kelevan). Il a été utilisé comme larvicide contre des diptères, et pour un tout autre usage, comme fongicide contre le mildiou.
C'est aussi le produit spontané de dégradation d'autres insecticides organochlorés. Ainsi le kelevan comme le mirex se dégradent en quelques semaines en chlordécone (qui est beaucoup plus stable qu'eux). On sait depuis 1976 au moins que le mirex se dégrade en chlordécone.
Considéré comme non biodégradable, le chlordécone a dans l'environnement une demi-vie évaluée, suivant les auteurs, entre 250 et 650 ans dans les sols. Cette persistance, associée à une toxicité élevée, ainsi que des pollutions et intoxications l'ont fait interdire dans de nombreux pays (dès 1976 aux États-Unis) puis définitivement dans le monde (2011), mais après que plusieurs millions de kilogrammes de ce composé ont été produits et dispersés.
Les conséquences de son utilisation jusqu'en 1993 aux Antilles françaises font périodiquement la une des médias français depuis septembre 2007. Selon les données disponibles, il faudra de plusieurs décennies à plusieurs siècles pour en épurer les sols antillais les plus touchés.
Le mirex et le chlordécone sont deux insecticides chimiquement très proches, issus de l'hexachlorocyclopentadiène (en). Aucune de ces molécules n'existe naturellement dans l'environnement. Ils n'ont plus été fabriqués ni utilisés aux États-Unis depuis 1978.

## Autres dénominations
Le chlordécone a été nommé Kepone et Merex dans les pays anglophones et vendu en France sous les noms de Képone de 1968 à 1981 puis de Curlone à partir de 1981.

## Aspects physicochimiques
[style à revoir]
Le mirex est un solide cristallin blanc, alors que le chlordécone est blanc cassé ; tous deux sont inodores.
Sa structure moléculaire est dite bis-homocubane perchlorée comme celles du mirex et du kelevan (vendu sous le nom de Despirol),,,, deux molécules chimiquement proche du mirex et du dichlorodiphényltrichloroéthane (DDT), classé polluant organique persistant (POP) par la convention de Stockholm, qui interdit sa production et son utilisation dans les pays parties de la Convention.
Peu soluble dans l’eau à pH acide et neutre (1–2 mg/l), le chlordécone est néanmoins très fortement hygroscopique (évoluant spontanément vers une forme hydratée, dite hydrate de chlordécone, qui lui donne une fonction gem-diol. C'est la forme qu'il prend rapidement dans l'environnement. Et — en raison d'un pKa de 9 à 10 —, il voit sa solubilité s'accroitre quand le pH augmente (68,8 mg/l à pH 10).
Avec une pression de vapeur de 3 × 10−7 mmHg à 25 °C, il est peu volatil ; il ne s'oxyde pas ou très lentement tant qu'il n'est pas chauffé à 450-500 °C, ce qui rend son incinération difficile et coûteuse en énergie. Il peut en outre produire des dioxines et furanes en brûlant, impliquant donc des installations agréées pour l'incinération de déchets dangereux à des températures dépassant 1 000 °C comme l'ont montré les tests d'incinération cités par Bell et Whitmore de l'EPA en 1978.

## Synthèse
Selon les données disponibles en 1978 pour les évaluations de ce produit, la réaction de l’hexachlorocyclopentadiène (précurseur de nombreux autres pesticides organochlorés) avec l’anhydride sulfurique, à chaud et sous pression, catalysée par le pentachlorure d'antimoine, donne un produit qui est hydrolysé en milieu basique puis neutralisé à l’acide : le chlordécone, récupéré par centrifugation ou filtrage puis séché à l’air chaud.
La chlordécone a aussi été identifiée comme un PT d'autres pesticides, à l'exemple du merex qui a une formule chimique proche.

## Historique

### Années 1950
En 1951, les chimistes Gilbert et Giolito synthétisent la chlordécone. Deux brevets sont déposés l'année suivante ; tous deux assignés à l'entreprise Allied Chemical and Dye Corporation. Le pesticide est mis sur le marché en 1958 par Allied Chemical, au moins sous deux noms commerciaux : Kepone et GC-1189,.

### Années 1960
Dès 1963, Huber démontre la toxicité du chlordécone, chez la souris de laboratoire et en 1965 il est signalé comme étant aussi reprotoxique chez la souris (« cousin » mammalien de l'humain) et chez la poule.
En 1966, sa production commerciale progresse néanmoins, aux États-Unis par Allied Chemical Company et LifeSciences Product Company (LSPC) à Hopewell, en Virginie,,. En raison du laxisme de la direction de l'entreprise LSPC, une centaine d'ouvriers sont gravement intoxiqués par le chlordécone, scandale qui commence à être connu en 1975,, aggravé par le fait que durant les années 1960 et 1970 l'usine a aussi gravement pollué l'eau, les sédiments et la faune de la James River. Dans l’air le taux de chlordécone y dépassait 3 mg/m3 dans certaines zones de l'usine (trois mille fois le seuil légal de 1 μg/m3). Ce scandale a attiré l'attention du pays et de l'OMS sur ses effets toxiques pour les humains et la faune (aquatique notamment). Ce sera l'origine de l'interdiction du produit aux États-Unis.
En 1968, le 14 juin (alors que la France est agitée par les évènements de mai 1968), le Comité d'études des produits antiparasitaires à usage agricole étudie deux demandes déposées par la société SOPHA basée à Fort-de-France (Martinique), concernant d'une part le mirex (contre la fourmi-manioc) et d'autre part le Képone (alors défini comme « une spécialité à base de « chlordécone » (decachloro-octahydro-1,3,4-metheno-2H-cyclobuta (cd) pentalene-2-one) » et présenté comme visant à détruire les « insectes du bananier » ; le compte-rendu archivé de cette réunion mentionne pour le mirex et le Képone qu'« il s’agit d’une substance nouvelle qui doit être, au préalable, examinée par la Commission des toxiques. Au surplus, pour le mirex des renseignements sur l’intérêt de cette matière active seront demandés au Service de la protection des végétaux de la circonscription Antilles-Guyane ». Aucune autorisation de vente n'est alors délivrée, mais ces deux molécules sont mises à l'étude, l'IFAC ayant d'ailleurs dès mai 1968 mis en place un essai en Martinique alors que des études étaient déjà en cours au Cameroun par l’IFAC depuis 4 ans (depuis 1964). Le 27 juin, la Commission des toxiques examine le « chlordécone » (défini comme « decachloro-octahydro-1,2,4-metheno-2H cyclobuta (cd) pentalène-2-one ») mais sur la base d'un résumé constitué de trois pages non signées, jugé incomplet ce qui justifie un ajournement de l'étude et de l'avis de la commission. Le 4 octobre puis le 6 décembre 1968, une nouvelle demande d'homologation est déposée pour le « Kepone G » et le « Kepone P », cette fois par la Seppic (Société d'exploitation de produits pour les industries chimiques), à nouveau considérées comme « demandes non en règle » par le Comité d’études des produits antiparasitaires à usage agricole qui répète que le chlordécone en tant que substance nouvelle doit d'abord être soumise à l’examen de la Commission des toxiques.

### Années 1970
En 1972 (18 septembre), Jacques Chirac (alors ministre de l’Agriculture et de l’Aménagement rural) délivre une Autorisation de Mise sur le Marché (AMM) provisoire pour le chlordécone sous la dénomination commerciale de Képone.
En 1975 le produit est interdit aux États-Unis après l'accident de Hopewell. La question de l'élimination du chlordécone s'est posée très tôt aux États-Unis qui envisageaient déjà en 1978 d'envoyer à l'incinération 80 bidons de Képone au Royaume-Uni. La toxicité du produit était alors connue sous trois angles : cancérogénèse, risques de stérilité masculine et écotoxicité.
Avant 1981, il n'y a jamais eu d'homologation du produit en France ; au profit d'autorisation provisoires (mais plusieurs fois renouvelées) de mise sur le marché, tenant plus ou moins compte des avis de la Commission de l'emploi des toxiques en agriculture, remplacée en 1974 par le Comité d'homologation des produits antiparasitaires à usage agricole et des produits assimilés (subdivisée en deux sections : « Productions végétales » et « Productions animales »), par contre le mirex a lui été homologué.

### Années 1980
Aux Antilles, une aggravation de la prévalence du parasitisme des bananeraies est attribuée à l'ouragan David (1979), alors qu'aux États-Unis, le chlordécone cause de lourdes pertes à de nombreux établissements, restaurants et entreprises qui dépendaient de l'eau du fleuve James River ; car depuis 1975 et pendant treize ans, le gouverneur Mills E. Godwin, Jr. y interdit toute pêche sur une distance de cent milles : de l'usine de Richmond (Virginie) à la mer (baie de Chesapeake). Interdiction qui ne sera levée qu'en 1988 quand les efforts de dépollution du fleuve et de ses sédiments finissent par porter leurs fruits.
L'ouragan Allen (1980) est suivi aux Antilles d'un fort développement de parasites des bananiers, notamment les charançons,. C'est l'un des arguments ayant justifié des dérogations d'usage pour les bananeraies de Martinique et de Guadeloupe. De ses premiers usages autorisés (1972) à la date de son interdiction aux Antilles (1993), 300 t de ce pesticide seront pulvérisées (30 g de produit par pied, soit 3 kg/ha et par an).
En 1981, le groupe punk Dead Kennedys reprend une chanson Kepone Factory, satire de la controverse entourant Allied Chemical et leur négligence concernant la sécurité de ses employés. C'est l'une des chansons de l'album In God We Trust, Inc. Écrite en 1978, la chanson était initialement intitulée Kepone Kids (Les Enfants du Képone).
Cette même année en France, la ministre de l’Agriculture Édith Cresson délivre à la société Laurent de Laguarigue une seconde AMM pour le chlordécone sous la dénomination commerciale « Curlone ». La formulation du produit est faite à Béziers, à partir de la molécule synthétisée au Brésil, avec une commercialisation et importation massive aux Antilles françaises, en dépit d'effets pseudo-œstrogéniques scientifiquement déjà clairement démontrés chez les oiseaux et mammifères.
En 1982, l'ouvrage Who's Poisoning America?: Corporate Polluters and Their Victims in the Chemical Age passe en revue l'histoire des incidents et accidents liés au Kepone.
En 1986, l'EPA publie Final report on the evaluation of four toxic chemicals in an In Vivo/In Vitro toxicological screen--acrylamide, chlordecone, cyclophosphamide, and diethylstilbestrol, confirmant la toxicité de ce produit.

### Années 1990
La France en 1990 (1er février) retire l’AMM du chlordécone pour tout le territoire français. Guy Lordinot (alors Député de la Martinique) relayant de gros planteurs de bananes, fait une demande de dérogation qui permettrait une prolongation jusqu’en 1995, de l’utilisation du chlordécone, à la suite de sa question écrite le 23 avril appuyée par sa lettre au ministre de l'Agriculture du 30 avril 1990. Cette demande est refusée le 5 juin 1990 par Henri Nallet, alors ministre de l’Agriculture, qui précise qu’il y a un délai de 2 ans à partir du retrait d’autorisation, ce qui permet déjà d’utiliser le produit jusqu’en 1992.
En 1992 (mars) Louis Mermaz, nouveau ministre de l’Agriculture et des Forêts, proroge d’un an la dérogation pour l’utilisation du Curlone.
En 1993 (février), Jean-Pierre Soisson, ministre de l’Agriculture et du Développement rural, répond favorablement à une demande de la SICABAM demandant à pouvoir utiliser le reliquat de stocks de chlordécone (stocks qui avaient été largement réapprovisionnés en août 1990 alors que la décision de retrait d’homologation de février 1990 avait été notifiée à la société Laguarigue qui commercialisait le chlordécone ). Le frère ainé de Bernard Hayot, Yves Hayot (mort en 2017) qui était président du groupement des producteurs de bananes de Martinique (SICABAM), et aussi directeur général de Laguarigue a reconnu qu’il avait fait du lobbying auprès de J.-P. Soisson pour l’obtention des dérogations,.
Le 30 septembre 1993, ce pesticide est officiellement interdit à la vente aux Antilles françaises.

### Années 2000
Début des années 2000, des contaminations des eaux embouteillées sont constatées en Guadeloupe et il faudra « attendre 2002 pour que débute la récupération des stocks » de ce pesticide dans les Antilles françaises, notamment à la suite de la découverte de plusieurs tonnes du pesticide dans une bananeraie martiniquaise et de la découverte le 23 août 2002 par la douane au port de Dunkerque, d'une tonne et demie de patates douces « chlordéconées » en provenance de Martinique. Celles-ci seront ensuite saisies par la DGCCRF puis détruites,.
Dans les années qui suivent, plusieurs plaintes, procédures et plans d'actions sont menés dans les Antilles françaises par des acteurs locaux et nationaux afin d'identifier des responsables et en parallèle lutter contre la pollution. Plusieurs associations antillaises déposent une plainte pour empoisonnement.
En 2009, le chlordécone est inscrit dans la convention de Stockholm sur les polluants organiques persistants, ce qui interdit sa production et son utilisation dans le monde entier.
En 2023, un non-lieu est prononcé.

## Produits de dégradation et nouvelles inquiétudes
En 2019, une étude montre in vitro (en cultures liquides bactériennes de laboratoire) et en microcosmes (en) (inoculés avec des sols contaminés) que la chlordécone, en se dégradant ou en étant biodégradée, libère des métabolites et sous-produits de transformation (PT) dont certains sont également toxiques et écotoxiques : outre des hydrochlordécones et des polychloroindènes qui étaient déjà connus, mais seulement en partie caractérisés (familles A et B), cette étude a révélé 14 nouveaux PT de chlordécone (classés en 4 familles B, C, D et E). La structure chimique de 19 de ces PT a pu être caractérisée. À cette occasion, des membres des familles A, B, C et E de ces produits ont été retrouvés dans des échantillons de sol, de sédiments et d'eau prélevés en Martinique. Et 17 des PT  nouvellement identifiés ne sont pas référencés dans les formulations commerciales de chlordécone. Parmi eux, le produit de décomposition le plus important est le 2,4,5,6,7-pentachloroindène (retrouvé en concentration similaire à celle de la chlordécone). Les auteurs concluent que « la pollution par la chlordécone s'étend au-delà de la molécule-mère de chlordécone et inclut un nombre considérable de PT précédemment non détectés. La diversité structurelle des PT  identifiés illustre la complexité de la dégradation du chlordécone dans l'environnement et soulève la possibilité d'une pollution mondiale étendue des sols et des écosystèmes aquatiques par les PT  de chlordécone ».

## Toxicité

Symbole du système général harmonisé de classification et d'étiquetage des produits chimiques indiquant un produit chimique sensibilisant, mutagène, cancérogène ou reprotoxique.

Le chlordécone est une substance biomimétique dans les organismes mammaliens. Il se dissimule facilement dans la voie de la biosynthèse des acides biliaires primaires, et aussi dans celle de la biosynthèse des hormones stéroïdes. La littérature disponible en 1984 citait le foie comme lieu d'accumulation principal.
Les études de toxicité apportées par l'industrie lors des premières demandes d'homologation étaient très incomplètes, comme l'ont montré les effets de toxicité aigüe et chronique déduits des examens médicaux faits sur le personnel de la première usine fabriquant le chlordécone (à Hopewell, aux États-Unis), ainsi que d'expérience sur les rongeurs et des bovins,.
Avant 1979 en laboratoire, le modèle animal avait montré une néphrotoxicité (atteintes rénales) et une suppression de la spermatogenèse (reprotoxicité) induite par le chlordécone,, qui était aussi déjà reconnu comme fœtotoxique.
Des ouvriers exposés de manière chronique à ce produit (dont par contact) dans une usine de production des États-Unis, ont été victimes de problèmes neurologiques (irritabilité, tremblements, troubles de la vision, céphalées). Des effets toxiques sur le foie ont été observés, ainsi qu'une action de délétion de la spermatogenèse.

### Effets synergiques
Une étude écrite en 1989 par H.M. Mehendale indique que le chlordécone amplifie gravement (67 fois) les effets hépatotoxiques des composés comme le tétrachlorure de carbone, le chloroforme et le dichlorométhane.

### Cancérogénicité
Étant donné le délai de latence d'apparition des cancers chez l'humain, le caractère cancérigène du chlordécone n'est apparu qu'après quelques décennies ou via le modèle animal avec : 
- des cancers du foie, observés chez l'animal[11] avant qu'en 1987, le Centre international de recherche sur le cancer classe le chlordécone comme « cancérogène possible » pour l’humain[52],[53] ;
- des myélomes multiples, révélés en 2009 en Martinique par une analyse du risque de cancer (par zones), commandée par l'InVS. Cette étude a montré une « surincidence statistiquement significative du myélome multiple »[54] chez l'adulte résidant dans la zone où le chlordecone a été le plus utilisé et serait encore le plus présent dans les sols (selon le BRGM) ;
- un risque accru de cancer de la prostate, au delà d'une certaine dose, chez les personnes ayant résidé dans un pays occidental ou ayant des antécédents familiaux, indiqué par une étude de l'INSERM et du CHU de Pointe-à-Pitre[55].

En 2021, le cancer de la prostate est reconnu comme maladie professionnelle pour les agriculteurs qui ont été exposés au chlordécone pendant 10 ans.

## Détection et évaluation de l'exposition humaine
De 1999 à 2011, deux approches ont été utilisées pour détecter et doser le chlordécone chez l'humain ou l'animal : le dosage direct dans les matrices biologiques (sang, lait, œuf, viande, poisson et graisses) et indirectement le calcul de l’apport alimentaire en chlordécone, via les données de consommation et de contamination des aliments.
La base de données PubChem, alimentée par la NIH américaine à partir de revues scientifiques, liste plusieurs méthodes de détection pour le chlordécone, dont :
- chromatographie en phase liquide à haute performance[58] ;
- chromatographie en phase gazeuse aidée par un détecteur à capture d'électrons (en)[59] ;
- chromatographie en phase gazeuse aidée par spectrométrie de masse[60] ;
- chromatographie en phase gazeuse aidée par spectrométrie de masse carbone 13[61] ;
- désorption-ionisation laser assistée par matrice[62] ;
- chromatographie en phase gazeuse aidée par séquençage par spectrométrie de masse[63].

## Cinétique, élimination, stabilité
Cette molécule a une forme de cage (« cage bis-homocubane ») solidement et principalement entourée d'atomes de chlore ; elle ne se comporte pas comme les polychlorobiphényles (PCB).

### Dans le corps humain
Concernant l'humain adulte, les premières données viennent des ouvriers accidentellement exposés à ce produit lors de sa fabrication (le chlordécone était présent en fortes concentrations dans des échantillons de sang, de foie et de graisse de ces travailleurs).
En 2015, et alors même que le produit est interdit dans les Antilles depuis plus de 22 ans, le sang d'environ 70 % des Guadeloupéennes contient encore du chlordécone dans des doses significatives. Il vient principalement des aliments et notamment des poissons, fruits de mer et légumes/racines contaminés,. Les poissons d'eau douce et côtiers, les mollusques et les crustacés sont les aliments les plus contaminés,,,.
Une limite maximale de résidus (LMR) de 20 μg de chlordécone (CLD) par kilogramme de poids humide a été fixée en France pour les aliments d'origine végétale et animale (en 2008), impliquant de sévères restrictions dans la pêche et la consommation de poisson.
On recherche des produits dits « chélateurs » qui pourraient extraire cette molécules du corps et aider à son élimination via les urines, les excréments ou la sueur.
La cholestyramine a été inventée et utilisée aux États-Unis pour combattre l'empoisonnement par le chlordécone, à la suite d'une négligence industrielle dans l'usine qui le fabriquait, ; une centaine de travailleurs y ont été exposés (par contact et inhalation) durant plusieurs mois, ce qui fut pour eux une source d'intoxication (les manifestations toxiques touchaient principalement le système nerveux, le foie et les testicules).
Une expérience de plasmaphérèse a montré que le chlordécone est rapidement transféré des tissus au sang mais l'hémoperfusion ne réussit pas à éliminer le chlordécone de l'organisme, car le chlordécone est fortement lié aux protéines plasmatiques.
Constatant que les selles ne contiennent qu'une petite part des quantités de chlordécone excrété dans la bile, le chercheur a administré par voie orale de la cholestyramine, une résine non résorbable qui lie le chlordécone in vitro. La cholestyramine a augmenté l'excrétion fécale de chlordécone et a accéléré le taux de disparition du pesticide du corps. Cela s'est accompagné d'une amélioration des manifestations cliniques de toxicité, indiquant que les effets toxiques subaigües du chlordécone sont réversibles. Le chercheur a conclu que la thérapie avec des agents de liaison pris par voie orale fournit un moyen sûr et efficace pour le traitement des humains empoisonnés avec du chlordécone et, éventuellement, avec d'autres pesticides organochlorés.

### Chez l'animal (mammifères)
Selon le modèle animal, à la différence des PCB (qui sont essentiellement stockés dans les tissus adipeux), le chlordécone est chez les mammifères principalement stocké dans le foie et dans les muscles. Chez la chèvre, il est moins durablement retenu par l'organisme que les PCB (demi-vie plus courte).
Le chlordécone et les PCB NDL semblent présenter des dynamiques de décontamination de l'organisme très différentes.
Une expérience récente[Quand ?] a consisté à exposer oralement durant trois semaines des chèvres à 0,05 mg/kg de poids corporel et par jour de chlordécone et 0,30 μg/kg de poids corporel et par jour de biphényle polychloré non dioxine. Une partie a été abattue et l'autre soumise à 21 jours d'un régime alimentaire non contaminé et certains animaux recevaient en outre des pastilles additionnées de 10 % de charbon actif ou de 8 % d'huile de paraffine (PO). Tous ont vu leurs taux de chlordécone fortement diminuer (-60 %) dans le foie, le sang, les muscles et graisses (beaucoup plus que pour les PCB) après que les apports aient cessé, mais la supplémentation alimentaire en charbon activé ou en huile de paraffine n'a pas affecté de manière significative la dynamique de décontamination pour le chlordécone.
Une étude (thèse de 3 ans réalisée en Martinique sous l'égide de l'Université de Poitiers et des Antilles), encadrée par cinq chercheurs a porté sur l'écrevisse à pinces rouges. Elle a mis en évidence une corrélation positive entre le taux de chlordécone dans l'eau et celui dosé dans le muscle d'écrevisses capturées dans la nature. La contamination s'avère rapide (quel que soit son niveau de concentration, 6 heures d'exposition, le chlordécone est détecté dans le muscle de l'animal) et, même après 20 jours de décontamination, le taux de chlordécone dans ce muscle reste supérieur au maximum autorisé. Il faut 50 jours pour atteindre le seuil autorisé de 20 microgrammes. La situation semble encore pire, selon l'écotoxicologue Soizic Lemoine (université des Antilles) en Guadeloupe, notamment pour les ouassous (crevettes géantes d'eau douce du genre Macrobrachium élevées pour l'alimentation).

### Chez les coraux
Le chlordécone a — sans surprise — été détecté dans divers organismes marins des Caraïbes (poissons, crustacés, oiseaux, etc.), mais aussi de façon plus inattendue en Polynésie française.
Or, de même que l'acidification, la salinisation, l'excès de potassium et certains désherbants, le chlordécone peut aussi négativement affecter les polypes d'un corail. Il y suractive des gènes (de la sous-famille P450-1A et P450-3A) connus pour être impliqués dans la détoxification. Le chlordécone suscite également un processus de suicide cellulaire et de dégradation des protéines de la matrice cellulaire des polypes coralliens, via l'apoptose et l'activation de cathepsines. Ceci conduit le corail à mourir ou perdre sa forme coloniale. Ceci a été démontré chez le corail Pocillopora damicornis, avec des analyses transcriptomiques et morphologiques de sa réponse au chlordécone.

### Chez les poissons
En 1984, des chercheurs montrent que chez le poisson-chat Ictalurus punctatus la demi-vie du chlordécone est de 8,7 jours ; qu'il est le plus concentré dans le sang et le cerveau du poisson ; et le moins concentré dans le tissu adipeux mésentérique et le squelette ; il semble principalement éliminé par la bile (après avoir été réduit en alcool de chlordécone) via les fèces, mais aussi au travers des branchies et via le mucus épidermique alors que l'excrétion urinaire est négligeable.

### Chez les crustacés
La crevette d'eau douce géante Macrobrachium rosenbergii est élevée en Guadeloupe dans des eaux où le chlordécone est détecté. Ces élevages sont économiquement importants pour l'île et plusieurs ont dû être fermés ; de plus le chlordécone peut intoxiquer les crevettes et perturber leur système hormonal. Ces crevettes ont été exposées en laboratoire (durant un mois) et in situ (huit mois) au chlordécone. Certaines ont ensuite été transférées en eau non contaminée puis observées. L'étude (2018) a montré que les organes du céphalothorax (hépatopancréas en particulier) étaient les plus contaminés et que le chlordécone s'accumulait dans la cuticule (jusqu'à 40 % de la charge corporelle). Chaque mue (abandon d'une exuvie) contribue donc à la détoxication de l'animal. La bioconcentration du chlordécone dans les crevettes dépendait à la fois du temps et du degré d'exposition. Les femelles semblent de plus se « décontaminer » plus vite que les mâles sans doute grâce aux pontes successives durant lesquelles du chlordécone est exporté via leurs œufs.

### Dans les végétaux
La cinétique du chlordécone dans les plantes sauvages (arbres y compris) n'a pas été très étudiée, mais plusieurs études, notamment basées sur le carbone radiomarqué, ont montré que des légumes/racines pouvaient fortement se contaminer sur un sol pollué par ce pesticide (ex. : radis, utilisé comme plante-modèle des racines comestibles), via :
- une voie systémique par absorption racinaire puis translocation vers les tiges et feuilles (qui peuvent aussi être consommées) d'autant plus rapide que le légume évapotranspire ;
- et une voie « non systémique » d'absorption percutanée (au travers du périderme, plus ou moins selon son épaisseur) de la racine, cette absorption étant ensuite suivie d'une diffusion radiale dans la chair du tubercule (l'épluchage ne protège pas le consommateur du chlordécone). Le flux moyen de diffusion du sol vers la chair du radis, au travers le périderme, a été estimé à environ 5,71 × 1014 g cm−2 s−1. Il est probable que la présence plus ou moins importante de lipides dans certaines plantes modifie la cinétique de cette molécule très liposoluble, l'épaisseur et la perméabilité du périderme des tubercules (et des tissus internes) joue aussi un rôle qui n'est pas encore mesuré pour toutes les espèces consommées[79].

Une étude récente[Quand ?] a confirmé que même chez des plantes en C4 à rhizome, il entre dans la sève et est retrouvé dans toute la plante : chez deux espèces de Miscanthus (M. sinensis et M. giganteus, toutes deux plantes en C4 adaptées au climat tropical et éventuellement utilisable pour la phytoremédiation) exposées à des concentrations environnementales (1 mg/kg), un bilan à deux et six mois après la transplantation montre que le chlordécone est absorbé et en grande partie stocké dans le rhizome pérenne de ces plantes. Mais on le retrouve aussi dans les racines, les tiges, les feuilles et même les épis floraux. Les racines en contenaient le plus (5 398 ± 1 636 ng/g pour M. giganteus et 14 842 ± 3 210 ng/g de poids sec pour M. sinensis) et les jeunes pousses le moins (152 ± 28 ng/g chez M. giganteus et 266 ± 70 ng/g de poids sec chez M. sinensis).

### Dans le sol
Le sol (avec les sédiments) est le principal réservoir de chlordécone. Il y persiste longtemps et de là il peut contaminer des plantes via les racines et l'eau d'où il passe dans les animaux (gibier et d'élevage), par ingestion essentiellement. Les nitisols et les ferralsols (fréquents en zones tropicale) le fixent moins bien, il contamine alors plus facilement les milieux aquatiques et l'eau,.
La consommation de denrées issues d'animaux ayant vécu sur des sols contaminés peut significativement contribuer à l'exposition des humains.
En 2017, une étude conclut que la présence charbon actif dans un sol contaminé y réduit fortement la biodisponibilité du chlordécone, mais avec une efficacité dépendant du type de charbon actif utilisé et on ignore encore ce que deviendra la molécule à long terme une fois piégée dans cette matrice.
Une expérience publiée en 2018 a consisté à élever 44 porcelets mâles castrés (âgés de quarante jours) durant dix jours sur des sols artificiels modifiés selon leur groupe. Le sol était contaminé à hauteur de 50 μg de chlordécone par gramme de sol sec et enrichi (ou non) en charbon de bois ou en biochar. Ce biochar était issu selon les cas de pyrolyse à 500 °C ou 700 °C de quatre types de bois distinct et il était utilisé comme amendement du sol à raison de 5 %. Résultats : le biochar n'a pas été significativement efficace ; par rapport à un groupe témoin, seuls les porcelets élevés en présence de charbon actif présentaient significativement moins de chlordécone dans leurs tissus gras et le foie. Le biochar n'a permis qu'une légère diminution, non statistiquement significative. Les meilleurs résultats ont été obtenus avec un charbon actif fabriqué à partir de coquille de noix de coco (biodisponibilité relative inférieure à 3,2 % pour le foie et les graisses).

### En laboratoire
Dans les conditions naturelles, cette molécule en forme de cage est résistante et n'est que très superficiellement biodégradable. Mais au Genoscope du CEA, des chercheurs ont récemment[Quand ?] identifié des familles de bactéries susceptibles — dans de bonnes conditions, anaérobies notamment — de mieux dégrader cette molécule. Ils ont isolé une bactérie (du genre Citrobacter) pouvant à certaines conditions initier (en quelques semaines) la dégradation du chlordécone, en produisant cependant des sous-produits : (métabolites chlorés) dont trois hydrochlordécones et deux polychloroindènes (PCI) ; d'autres métabolites pourraient être des acides polychloroindènecarboxyliques (APCIC). « Une étude électrochimique a montré la nécessité de conditions réductrices puissantes et la présence d’un catalyseur tel que la vitamine B12 pour créer les conditions favorables à la formation des PCI et APCIC ». Ces métabolites qui peuvent potentiellement aussi être toxiques ou écotoxiques sont encore à évaluer.

## Règlementation européenne
La Communauté européenne a proposé et défendu l'inclusion dans la troisième annexe de la convention de Stockholm. Le chlordécone figurait déjà sans dérogation aux annexes I et/ou II du protocole relatif aux POP de la convention CEE-ONU ; sa production et son utilisation sont à ce titre totalement interdites dans l’Union européenne depuis l’entrée en vigueur du règlement POP adopté le 29 avril 2004.
Les teneurs maximales dans les produits végétaux et animaux ont été fixées par les règlements No 149/2008 du 29 janvier 2008 et No 839/2008 du 31 juillet 2008, documents consultables sur le site de la Direction générale de la santé et des consommateurs,,.